# بای‌آلکس
بای‌آلکس (انگلیسی: ByeAlex؛ زاده ۶ ژوئن ۱۹۸۴) یک موسیقی‌دان اهل مجارستان است.
او در مسابقه آواز یوروویژن ۲۰۱۳ نماینده مجارستان بود.